# Lonchotaster tartareus
Lonchotaster tartareus är en sjöstjärneart som beskrevs av Percy Sladen 1889. Lonchotaster tartareus ingår i släktet Lonchotaster och familjen kamsjöstjärnor. Inga underarter finns listade i Catalogue of Life.